# Estigmene alba
Estigmene alba là một loài bướm đêm thuộc phân họ Arctiinae, họ Erebidae.